# Поєдинок (фільм, 1910)
«Поєди́нок» — російський чорно-білий німий фільм-драма 1910 року знятий режисером Андре Метром за повістю Олександра Купріна «Поєдинок» (1905).

## Сюжет
Підпоручик Ромашов закохується в молоду дружину свого капітана Шурочку Миколаєву.

## У ролях
- А. Лесногорський — Ромашов
- З. Мамонова — Шурочка
- Микола Васильєв — Миколаїв
- Лідія Сичова
- Микола Вєков

## Знімальна група
- Постановка: Андре Метр
- Сценарій: Володимир Коненко
- Оператори: Жорж Мейєр, Топпі
- Художник-постановник: Чеслав Сабінський